# Kruonio Gojaus miškas
Kruonio Gojaus miškas este o arie protejată (sit de importanță comunitară — SCI) din Lituania întinsă pe o suprafață de 3,96 ha, integral pe uscat.

## Localizare
Centrul sitului Kruonio Gojaus miškas este situat la coordonatele 54°45′04″N 24°13′50″E / 54.7512°N 24.2305°E.

## Înființare
Situl Kruonio Gojaus miškas a fost declarat sit de importanță comunitară în decembrie 2018 pentru a proteja 1 specie de plante.

## Biodiversitate
Situată în ecoregiunea boreală, aria protejată nu include niciun habitat protejat.
La baza desemnării sitului se află o specie protejată de  plante: Thesium ebracteatum.
Pe lângă speciile protejate, pe teritoriul sitului au mai fost identificate 1 specie de plante.